# Атинодор Кордилион
Атинодор Кордилион (на старогръцки: Αθηνόδωρος Κορδυλίων, Athēnódōros Kordylíōn; на латински: Athenodoros Kordylion, роден през първата половина на 1 век пр.н.е. в Тарс), е гръцки философ-стоик.
Като пазител на Библиотеката на Пергамон Атинодор премахва от книгите пасажи, които не му харесват. Той става известнен най-вече чрез римския политик Катон Млади, който следва при него през 67 или 66 пр.н.е. в Пергамон. Атинодор Кордилион последва Катон в Рим, където до смъртта си живее в неговата къща.